# جایزه بزرگ سوئیس ۱۹۵۳
جایزه بزرگ سوئیس ۱۹۵۳ (انگلیسی: ‎1953 Swiss Grand Prix‎) یک مسابقهٔ موتوری در رشتهٔ اتومبیل‌رانی فرمول یک بود که در تاریخ ۲۳ اوت ۱۹۵۳ در پیست برمگارتن واقع در برن، سوئیس برگزار شد. این گراند پری در میان ۹ گراند پری در فصل ۱۹۵۳، مسابقهٔ شمارهٔ ۸ بود.
در این مسابقه که در ۶۵ دور و به مسافت ۴۷۳٫۲۰۰ کیلومتر (۲۹۴٫۰۳۳ مایل) برگزار شد، پول پوزیشن توسط خوان مانوئل فانخیو کسب شد و سریع‌ترین زمان برای طی یک دور پیست که برابر با ۲:۴۱٫۳ بود نیز توسط آلبرتو اسکاری به ثبت رسید.
آلبرتو اسکاری از تیم فراری، نینو فارینا از تیم فراری و مایک هاثورن از تیم فراری به‌ترتیب مقام‌های اول تا سوم مسابقه را کسب کردند.

## رده‌بندی قهرمانی پس از مسابقه
| رده‌بندی قهرمانی رانندگان \| \| جایگاه \| راننده \| امتیاز \| \| -------- \| ------ \| ------------------- \| ----------- \| \| \| ۱ \| آلبرتو اسکاری \| ۳۴٫۵ (۴۶٫۵) \| \| \| ۲ \| نینو فارینا \| ۲۴ (۲۶) \| \| \| ۳ \| خوان مانوئل فانخیو \| ۲۰٫۵ \| \| \| ۴ \| مایک هاثورن \| ۱۹ (۲۴) \| \| \| ۵ \| خوزه فریلان گونزالز \| ۱۳٫۵ (۱۴٫۵) \| \| منبع:[۱] \| \| \| \| |        |                     |             |
| | جایگاه | راننده              | امتیاز      |
| | ۱      | آلبرتو اسکاری       | ۳۴٫۵ (۴۶٫۵) |
| | ۲      | نینو فارینا         | ۲۴ (۲۶)     |
| | ۳      | خوان مانوئل فانخیو  | ۲۰٫۵        |
| | ۴      | مایک هاثورن         | ۱۹ (۲۴)     |
| | ۵      | خوزه فریلان گونزالز | ۱۳٫۵ (۱۴٫۵) |
| منبع: |        |                     |             |

یادداشت
- تنها پنج جایگاه نخست از هر رده‌بندی نمایش داده شده‌است.